# مرکوویتسا
مرکوویتسا (به صربی: Mrkovica) یک منطقهٔ مسکونی در صربستان است که در لسکواس واقع شده‌است. مرکوویتسا ۱۴ نفر جمعیت دارد.